# Rainer Hönisch
Rainer Hönisch (21 de enero de 1959) es un deportista de la RDA que compitió en ciclismo en la modalidad de pista. Ganó una medalla de bronce en el Campeonato Mundial de Ciclismo en Pista de 1978, en la prueba del kilómetro contrarreloj.

## Medallero internacional
| Campeonato Mundial | Campeonato Mundial | Campeonato Mundial | Campeonato Mundial    |
| Año                | Lugar              | Medalla            | Competición           |
| ------------------ | ------------------ | ------------------ | --------------------- |
| 1978               | Múnich (RFA)       | Medalla de bronce  | 1 km contrarreloj (A) |